# François Nicolas (évêque)
Pour les articles homonymes, voir François Nicolas (homonymie) et Nicolas.
François Nicolas (né à Épinal le 16 septembre 1741, mort à Nancy le 24 juillet 1807) est un ecclésiastique qui fut évêque constitutionnel du diocèse de la Meurthe de 1799 à 1801.

## Biographie
François Nicolas, ancien curé de Tantonville, professeur au collège de Saint-Claude à Toul, puis à l'Université de Nancy, approuve la Constitution civile du clergé et prête le serment civique et il est nommé vicaire épiscopal, directeur du séminaire de Nancy par l'évêque constitutionnel Luc-François Lalande. Pendant la Terreur il n'apostasie ni ne se démet et après le rétablissement du culte le Presbytère de Nancy tente de reconstituer le clergé constitutionnel du département conformément aux directives du Concile de Paris de 1797. 
Fin 1799 il est élu évêque constitutionnel du diocèse de la Meurthe. Il est sacré à Nancy le 2 février 1800. Il réunit un synode le 15 avril 1801 et publie un mandement le 27 avril. Malade il ne peut accompagner le député du diocèse au Concile de Paris. Après le Concordat de 1801 il se démet non sans réticence et continue d'exercer ses fonctions jusqu'en avril 1802 lors de l'arrivée d'Antoine Eustache d'Osmond, l'évêque concordataire. Il entre ensuite dans la vie laïque jusqu'à sa mort le 14 juillet 1807. Ses funérailles font l'objet de manifestations de ses partisans qui réclament qu'il soit inhumé comme un évêque au scandale de l'Église catholique. Il est inhumé au cimetière Est de Nancy.